# Ahrntal
Ahrntal (em italiano Valle Aurina) é uma comuna italiana da região do Trentino-Alto Ádige, província de Bolzano, com cerca de 5.530 habitantes. Estende-se por uma área de 187 km², tendo uma densidade populacional de 30 hab/km². Faz fronteira com Campo Tures, Predoi, Selva dei Molini.

## Distribuição de línguas
De acordo com o censos de 2011, a maioria dos residentes (88%) fala alemão como língua nativa, 12% falam italiano nativamente.

## Demografia
| Variação demográfica do município entre 1861 e 2011                               |
|                                                                                   |
| Fonte: Istituto Nazionale di Statistica (ISTAT) - Elaboração gráfica da Wikipedia |